# France 2
France 2, La Deuxième Chaîne, största public service TV-kanalen i Frankrike, ingår i France Télévisions-gruppen, där även kanalerna France 3, France 4, France 5 och RFO ingår. Största TV-kanal totalt sett är dock kommersiella TF1 som av upphovsrättsliga skäl inte får distribueras i Sverige. TF1 var från början en public service-kanal inom statligt ägda France Télévisions, precis som France 2, France 3 och senare efterföljarna France 4 och France 5, men år 1987 privatiserades kanalen genom ägarbyte.
France 2 startade som andra kanal inom ORTF den 18 april 1964. Blev Antenne 2 (A2) den 6 januari 1975, och France 2 den 7 september 1992.
7 januari 1985 inledde kanalen sitt  TV-morgonprogram "Télématin" som första kanal i Frankrike.
I Sverige distribueras France 2 via det nationella digitala kabelnätet Com hem. Det har även funiits önskemål om att distribuera TF1 i Sverige men beroende på upphovsrättsliga oklarheter har inga avtal om vidaresändningar kunnat träffas. Delar av de franska public service-kanalernas utbud visas även via den internationella kanalen TV5 som i Sverige kan ses via Com hem och satellit.